# Antonowo (rejon oszmiański)
Antonowo (biał. Антанова; ros. Антоново) − wieś na Białorusi, w obwodzie grodzieńskim, w rejonie oszmiańskim, w sielsowiecie Boruny.

## Historia
W czasach zaborów folwark w gminie Kucewicze, w powiecie oszmiańskim, w guberni wileńskiej Imperium Rosyjskiego. W 1905 roku wieś liczył 46 mieszkańców, 453 dziesięcin, własność Gaugerów.
W latach 1921–1945 kolonia, majątek i zaścianek leżały w Polsce, w województwie wileńskim, w powiecie oszmiańskim, w gminie Kucewicze.
W 1931:
- kolonię w 20 domach zamieszkiwały 122 osoby[2].
- zaścianek w 1 domu zamieszkiwało 15 osób[2].
- majątek w 3 domach zamieszkiwało 39 osób[2].

Wierni należeli do parafii rzymskokatolickiej w Borunach. Miejscowość podlegała pod Sąd Grodzki w Oszmianie i Okręgowy w Wilnie; właściwy urząd pocztowy mieścił się w Kucewiczach.
Po II wojnie światowej w granicach Związku Sowieckiego. Od 1991 w niepodległej Białorusi.